# Goth
Goth er en nutidig subkultur, der findes i mange lande. Subkulturen begyndte i Storbritannien i starten af 1980'erne som udløber af goth-rockgenren, en musikalsk videreudvikling af punk-genren. Gothic er et synonym, "goth" i ejefald. -ic svarer til -sk på dansk.  

## Former for gotiske stilarter
Der findes mange forskellige former for gotiske stilarter, men nogle af de mest kendte/genkendte stile er:

### Punk Goth
Punk Goth er den første gotiske stil der kom frem, da goth udspringer fra punk stilen. Farverne er oftest sort blandet med rød eller skotskternet stof. Der bliver ofte båret dødningehoveder og tøjet er tit hullet. 

### Fetich Goth
Fetich Goth stilen er karakteriseret ved læder, lak og pigge. Farven på tøjet og tilbehøret er ofte sort og rødt. Stilen er associeret med S/M, hvilket dels giver grunden til lakket og læderet.

### Romantisk Goth
Romantisk Goth er oftest dyrket af kvinder og ses sjældent hos mænd. Denne stil tager inspiration fra det sensuelle og gør gerne brug af blonder og snøre. Udover sort bliver der også gjort brug af andre farver som mørke violet, bordeauxrød, royal blå og sort. Selve tøjet er inspireret fra 1600- og 1800-tallet og kan også være inspireret fra middelalderen helt tilbage til 1400-tallet. 

### Vampire Goth
Vampire Goth kan genkendes ved brug af skarpe hjørnetænder, hvilket også er det der skiller stilen fra andre gotiske stile.

### Cyber Goth
Cyber Goth stilen gør i kontrast til andre goth stilarter brug af neon farver, som ses både i tøjet og i håret. Selvom goth subkulturen oftest forbindes med rock og punk musik, læner Cyber Goth stilen sig derimod til EBM, industrial og EDM.

### Gothic Lolita
Gothic Lolita er en kombination af goth og Lolita stilen. Gothic Lolita opstod sidst i 90'erne i Tokyo, hvor stilen blev populær, fordi den blev promoveret af japanske visual kei bands som Malice Mizer.
Stilen er kendetegnet ved mørk makeup og tøj, og følger derved goth retningslinjerne. Tøjsilhuetten følger Lolita stilens retningslinjer. Udover sort, er farver rød, lilla, blå og hvid også benyttet. Religiøse symboler som f.eks. kors er hyppige og tasker formet som kister eller flagermus bruges også for at understrege det gotiske.